# Airbus A300
L'Airbus A300 è un aereo di linea per rotte a medio raggio. È stato il primo modello prodotto dall'europea Airbus, nonché il primo aereo bimotore wide-body della storia. L'A300 ha effettuato il suo primo volo il 28 ottobre 1972 sull'aeroporto di Tolosa ed è entrato in servizio con la compagnia aerea Air France nel maggio 1974. La sua produzione è terminata il 12 luglio del 2007 con la consegna al vettore cargo FedEx del 561º esemplare (un A300-600F).

## Storia del progetto
Airbus ha sviluppato l'A300 per entrare nel mercato degli aerei di linea a medio raggio, sostituire i B727 e far concorrenza al DC-10 e al TriStar. Airbus introdusse sul suo nuovo aereo una serie di innovazioni tuttora in vigore: un nuovo profilo alare, una aerodinamica generale più efficiente, un nuovo modo di lavorare i materiali per ridurre il peso e infine il primo aereo a fusoliera larga "widebody" della storia a montare due motori e non 3 o 4 come i DC-10, i TriStar o i B747. Il risultato ottenuto è un aereo a fusoliera larga (widebody) con ali basse su cui sono montati due turbofan, un piano di coda verticale di grandi dimensioni e i piani orizzontali di coda in posizione bassa.
I primi anni le vendite di Airbus A300 erano alquanto scarse. Airbus era un nuovissimo costruttore e non aveva la stessa credibilità di costruttori di allora come McDonnell Douglas e Boeing. Per pubblicizzare al meglio il suo nuovo aereo che vendeva poco, nel 1977 Airbus decise di far provare alla compagnia statunitense Eastern Air Lines quattro prototipi a costo zero per 6 mesi. La mossa fu molto efficace: l'A300 mostrò come fosse facile da mantenere, affidabile ed a basso consumo di carburante. Eastern Air Lines fu molto colpita dall'aereo e ordinò 23 aerei A300, il più grande ordine di una compagnia statunitense per aerei stranieri dell'epoca. Con questo primo importante cliente che operava con l'A300, Airbus ottenne credibilità e l'aereo guadagnò un'ottima reputazione per le sue prestazioni elevate di affidabilità.
Con un miglioramento dell'economia globale verso la fine degli anni '70, finalmente il jet di Airbus guadagnò clienti. Negli anni '80, centinaia di Airbus A300 venivano ordinati da compagnie aeree di tutto il mondo. Sul finire del 1978, venne deciso di sviluppare la versione corta dell'A300, denominata A310, con capacità di circa 220 passeggeri disposti in due classi e cockpit a due posti grazie agli automatismi e la strumentazione digitale; questo fu installato sull'A300B4 e venne così introdotta la variante -600.
Numerosi A300 in versioni B2 e B4 passeggeri sono stati modificati in aerei cargo. Il 12 luglio 2007 è stato consegnato l'ultimo velivolo a FedEx Express.

## Impiego operativo

### Incidenti
Anni 1970
- 1976 - Volo Air France 139: un A300-203 venne dirottato verso l'Africa da quattro terroristi per qualche giorno. I suddetti vennero eliminati nel raid delle forze speciali israeliane.

Anni 1980
- 1983 - Volo Malaysian Airline System 684: un A300B4-120 partito da Singapore si schiantò a 2 km dalla pista di atterraggio della destinazione. Il pilota, in difficoltà a causa delle pessime condizioni meteorologiche, effettuò un volo controllato contro il suolo, ma fortunatamente tutti i 247 occupanti sopravvissero.
- 1986 - Volo Thai Airways International 620: a bordo di un A300B4-601 esplose una bomba a mano portata da un membro della Yakuza durante una rissa tra gang. L'aereo atterrò in sicurezza a destinazione e tra i 239 occupanti, 62 furono feriti.
- 1988 - Volo Iran Air 655: un A300B2-203 venne scambiato per un F-14 iraniano e abbattuto con un missile terra-aria lanciato dallo USS Vincennes mentre entrambi erano in territorio iraniano. Tutti i 290 occupanti morirono ed è l'incidente con il maggior numero di vittime occorso ad un A300.

Anni 1990
- 1992 - Volo Pakistan International Airlines 268: un A300B4-203 impattò contro una montagna in Nepal a causa di un errore del pilota, complici le carte di navigazione sbagliate e un malfunzionamento del GPWS. Tutti i 167 occupanti sono morti.
- 1994 - Volo China Airlines 140: un A300B4-622R in atterraggio a Nagoya venne erroneamente mandato in stallo, complice un difetto di progettazione. Dei 271 occupanti solo 7 sopravvissero e riportarono ferite.
- 1994 - Volo Air France 8969: un A300B2-1C partito da Algeri venne dirottato da 4 terroristi che uccisero 3 passeggeri e tentarono di abbattersi sulla torre Eiffel. Arrivato a Marsiglia, l'aereo venne assaltato dal GIGN, che eliminò i dirottatori.
- 1997 - Volo Garuda Indonesia 152: un A300B4-220 si schiantò sull'isola di Sumatra a causa di errori del pilota e dei controllori di volo, complici inoltre un malfunzionamento del GPWS e la scarsa visibilità provocata da incendi boschivi. Tutti i 234 occupanti sono deceduti.
- 1998 - Volo China Airlines 676: un A300B4-622R si schiantò a Tayouan a causa di manovre errate, favorite dal maltempo. Tutte le 196 persone a bordo sono morte.
- 1998 - Volo Indian Airlines 814: un A300B2-101 venne dirottato verso molteplici aeroporti in attesa di trattative. I colpevoli fuggirono non appena ottennero la liberazione di 3 terroristi musulmani. Dei 189 occupanti, una vittima e 17 feriti.

Anni 2000
- 2001 - Volo American Airlines 587: due mesi e un giorno dopo gli attentati dell'11 settembre, un A300B4-605R decollato dal JFK perse lo stabilizzatore verticale a causa di manovre violente e non necessarie del pilota e precipitò sulla zona residenziale di Belle Harbor, nel Queens. Tutti i 260 occupanti sono morti.
- 2003 - Volo DHL OO-DLL: un A300B4-203F fu quasi abbattuto da un missile sopra Baghdad.

Anni 2010
- 2010 - Volo AeroUnion 302: un A300B4-203F in atterraggio a Monterrey venne erroneamente mandato in stallo. I 5 occupanti sono deceduti.
- 2013 - Volo UPS Airlines 1354: un A300F4-622R sbatté a terra a Birmingham (Alabama) a causa di manovre errate. Entrambi i piloti sono deceduti.

## Versioni

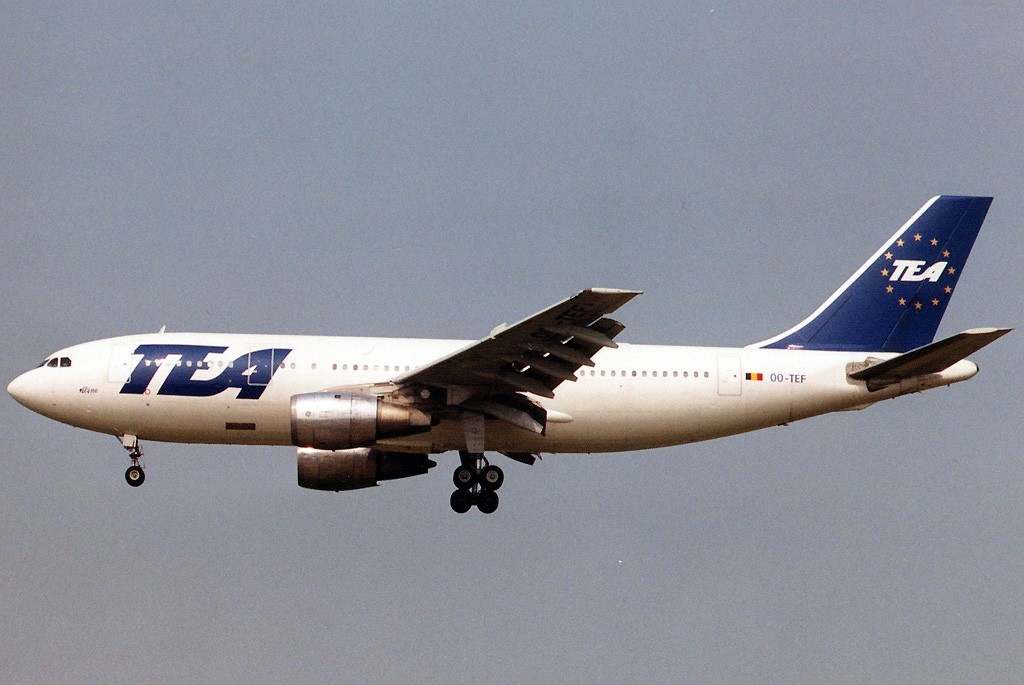
L'Airbus A300B1 di Trans European Airways

### A300B1
Ne sono stati costruiti solo due: il primo prototipo, registrato F-WUAB, poi F-OCAZ, e un secondo velivolo, F-WUAC, noleggiato nel novembre 1974 a Trans European Airways (TEA) e ri-registrato OO-TEF. TEA ha immediatamente noleggiato l'aeromobile per sei settimane ad Air Algérie, ma ha poi continuato ad utilizzarlo fino al 1990. Questo esemplare poteva trasportare 300 passeggeri (con TEA) o 323 (con Air Algérie) con un peso massimo di 132 tonnellate; era alimentato da due motori turboventola General Electric CF6-50A con una spinta di 220 kN.
L'A300B1 è più corto rispetto alle versioni successive, con una lunghezza di soli 50,97 m.

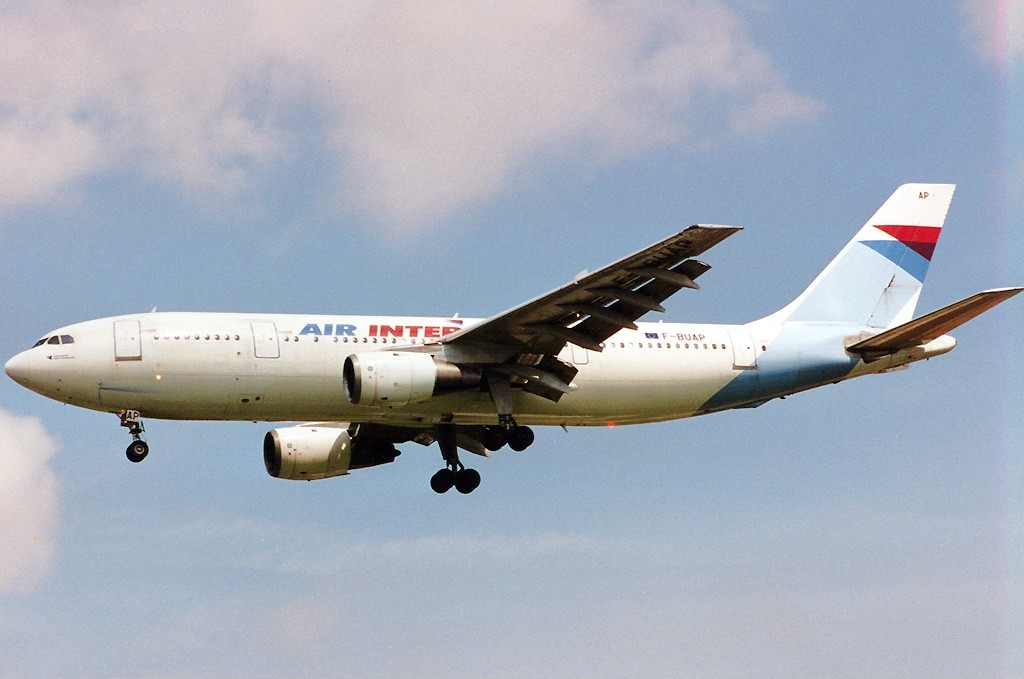
Un Airbus A300B2 di Air Inter

### A300B2
La prima versione effettivamente in linea di produzione; alimentata da motori General Electric CF6 o Pratt & Whitney JT9D (gli stessi del 747 e del DC-10) con una spinta tra 227 e 236 kN, è entrata in servizio con Air France nel maggio 1974.
Il prototipo dell'A300B2 ha volato per la prima volta il 28 giugno 1973 ed è stato certificato dalle autorità francesi e tedesche il 15 marzo 1974, e l'approvazione della FAA è seguita il 30 maggio 1974. Il primo A300B2 prodotto (A300 MSN 5) ha effettuato il volo inaugurale il 15 aprile 1974 ed è stato consegnato alla compagnia di bandiera francese poche settimane dopo, il 10 maggio 1974.
È entrato in servizio poche settimane dopo, sulla rotta Parigi-Londra.

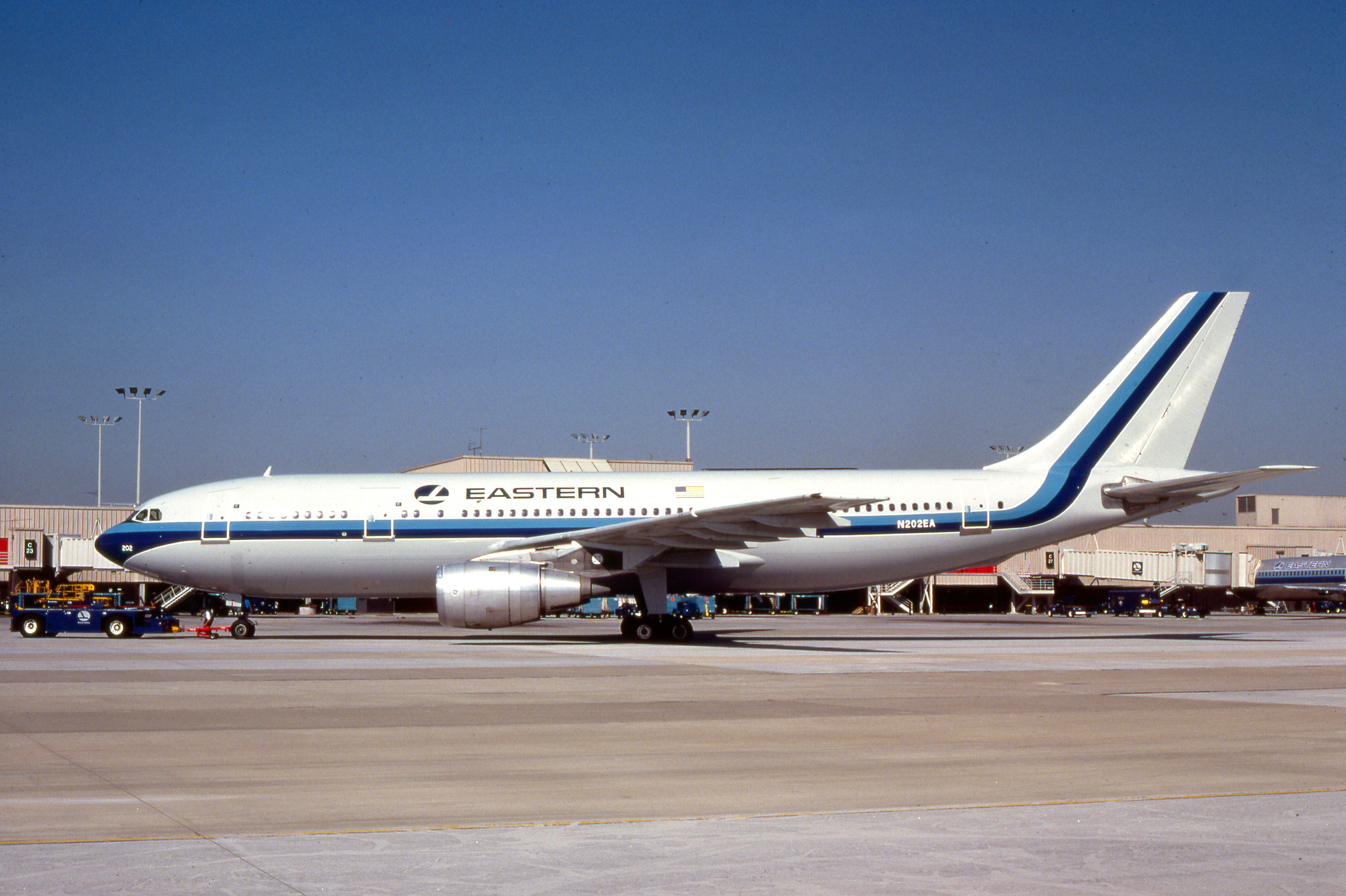
Uno dei 4 Airbus A300 prestati alla Eastern Air Lines.

- Uno dei 4 Airbus A300 prestati alla Eastern Air Lines.A300B2-100: versione con peso massimo al decollo (MTOW) di 137 tonnellate.
- A300B2-200: versione con peso massimo al decollo (MTOW) di 142 tonnellate e flap di Krueger; prima consegna a South African Airways nel 1976.
- A300B2-300: aumento del peso massimo al decollo e del peso massimo senza carburante (MZFW).

### A300B4
Questa versione è dotata di un serbatoio centrale per una maggiore capacità di carburante (47 500 kg) e di nuovi flap di Krueger, successivamente resi disponibili come opzione per la versione B2. Il primo A300B4 (il 9° A300) ha effettuato il suo primo volo il 25 dicembre 1974 ed è stato certificato il 26 marzo 1975. La prima consegna è stata fatta a Bavaria Germanair (che in seguito si è fusa con Hapag-Lloyd) il 23 maggio 1975.
- A300B4-100: versione con peso massimo al decollo (MTOW) di 157,5 tonnellate; consegnato per la prima volta a Germanair nel 1975.
- A300B4-200: versione con peso massimo al decollo (MTOW) di 165 tonnellate; consegnato per la prima volta a Hapag-Lloyd nel 1980.
- A300B4-200FF: la prima versione nella storia di un aereo commerciale a soli due membri dell'equipaggio di cabina di pilotaggio, includente alcuni strumenti digitali dell'A300-600 e dell'A310. È entrata in servizio con Garuda Indonesia nel 1982.
- A300B4-600: versione A300-600, vedi sotto.
- A300C4: versione cargo-passeggeri (convertibile), con un grande portellone per le merci sul lato sinistro. Consegnato per la prima volta a South African Airways nell'ottobre 1982.
- A300F4-200: versione cargo dell'A300B4-200; la prima consegna è avvenuta nel 1986, ma ne sono stati costruiti pochi esemplari in quanto è stato presto sostituito dal più capiente A300-600F (denominazione ufficiale: A300F4-600).
- A300B4C: versione cargo, lanciata nel 1976.
- A300MF: versione cargo multiuso, lanciata nel 1976.

### A300-600

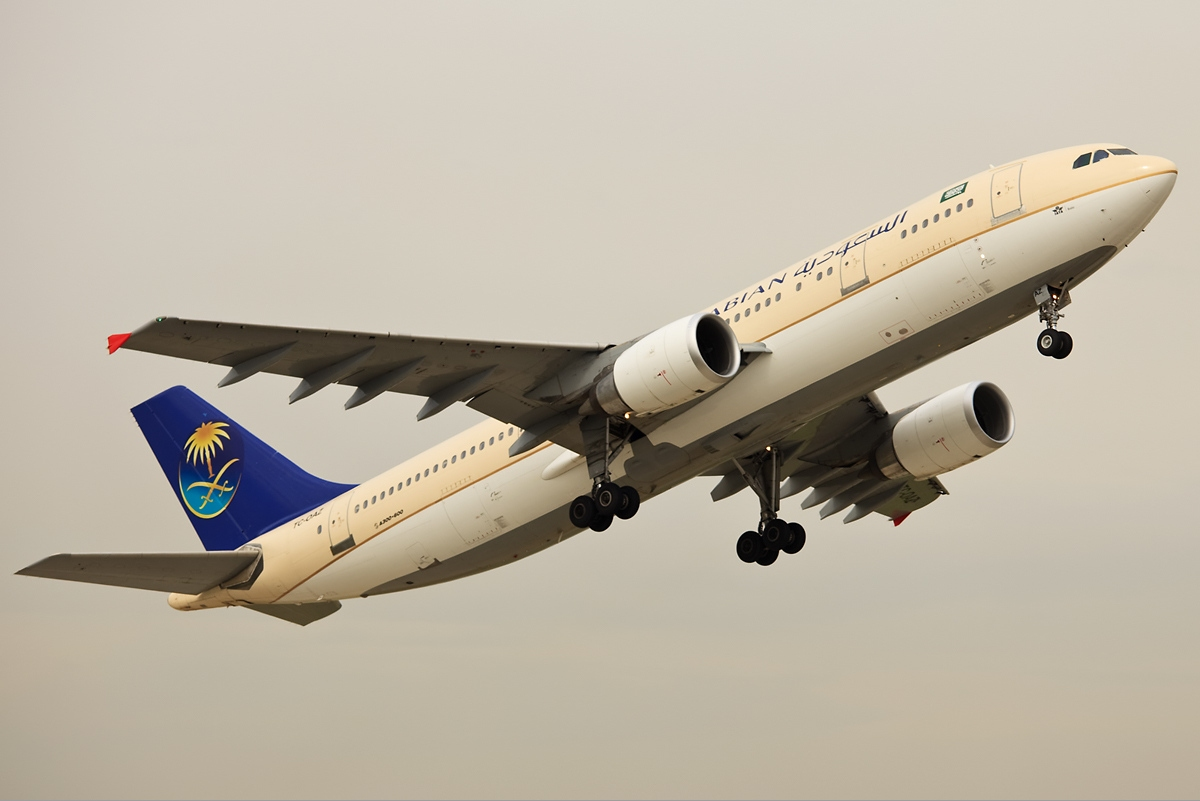
Un Airbus A300-600 di Saudia

Denominata ufficialmente A300B4-600, questa versione ha quasi la stessa lunghezza delle varianti B2 e B4 ma con uno spazio maggiore, poiché utilizza la parte posteriore della fusoliera e la parte orizzontale della coda dell'A310. È alimentata da motori CF6-80 o Pratt & Whitney PW4000 e utilizza l'unità di alimentazione ausiliaria (APU) Honeywell 331-250. Altre modifiche includono un'ala migliorata, l'incorporazione di flap di Fowler a fessura singola più semplici e la rimozione degli alettoni esterni, dopo che erano stati ritenuti non necessari sull'A310. L'A300-600 ha effettuato il suo primo volo l'8 luglio 1983 ed è entrato in servizio più tardi nello stesso anno con Saudi Arabian Airlines. Sono stati venduti in totale 313 A300-600 (di tutte le versioni). Ha un cockpit simile all'A310, eliminando la necessità di un ingegnere di volo in cabina. La FAA emette un'unica certificazione di type rating che consente di pilotare sia l'A310 che l'A300-600.
- A300-600: (denominazione ufficiale: A300B4-600) il modello base della serie -600.
- A300-620C: (denominazione ufficiale: A300C4-620) una versione convertibile per passeggeri e merci; ne sono stati consegnati quattro tra il 1984 e il 1985.
- A300-600F: (denominazione ufficiale: A300F4-600) la versione cargo base della serie -600.
- A300-600R: (denominazione ufficiale: A300B4-600R) un -600 con maggiore autonomia, ottenuta aggiungendo un serbatoio nella coda. Tutti gli A300 costruiti dal 1989 in poi (compresi quelli cargo) sono della serie -600R. Japan Air System (successivamente fusa in Japan Airlines) ha preso in consegna l'ultima versione passeggeri, un A300-622R, nel novembre 2002.
- A300-600RC: (denominazione ufficiale: A300C4-600R) la versione convertibile per passeggeri e merci della serie -600R; ne sono stati consegnati due nel 1989.
- A300-600RF: (denominazione ufficiale: A300F4-600R) la versione cargo della serie -600R; tutti gli A300 consegnati tra il novembre 2002 e il luglio 2007 erano A300-600RF.

### A300B10 (A310)

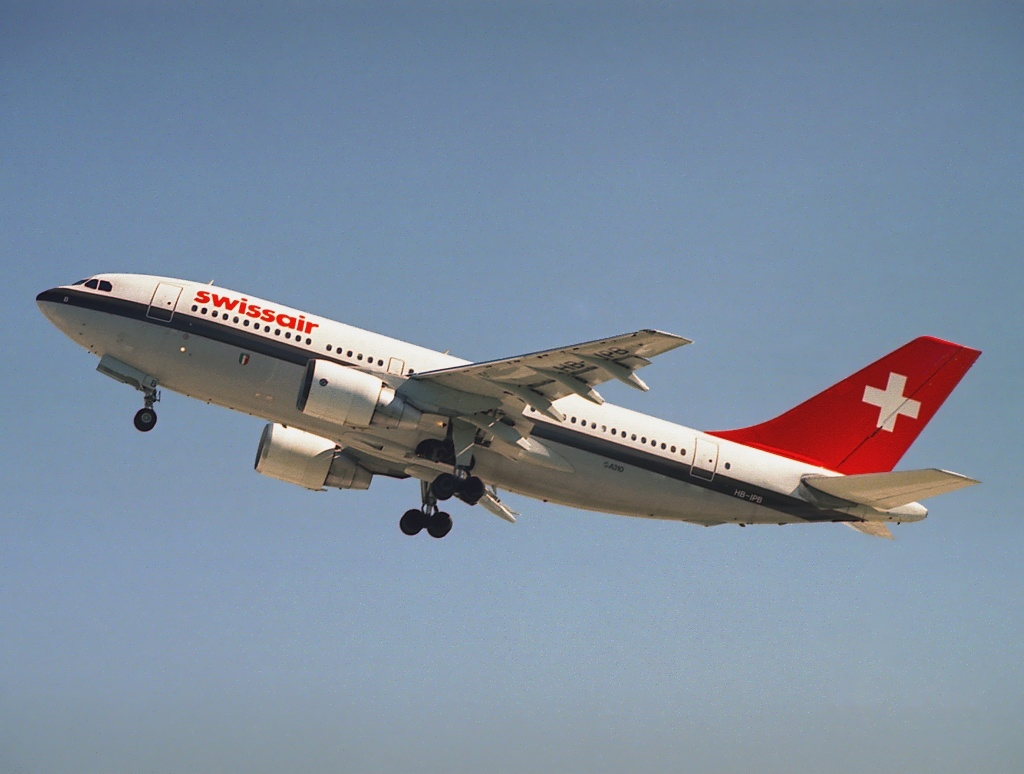
Un Airbus A310 di Swissair

Airbus aveva ricevuto richieste per un aereo più piccolo dell'A300. Il progetto A310 (inizialmente A300B10) è stato lanciato il 7 luglio 1978 con ordini da Swissair e Lufthansa. Il 3 aprile 1982, il primo prototipo ha effettuato il suo volo inaugurale, ricevendo la certificazione l'11 marzo 1983.
Mantenendo la stessa sezione "a otto", l'A310 è più corto di 6,95 metri rispetto alle versioni iniziali dell'A300 e ha un'ala di 219 m², meno rispetto ai 260 m² della versione base. Porta con sé un glass cockpit a due soli piloti, successivamente adottato dall'A300-600. È alimentato da due turboventola General Electric CF6-80, Pratt & Whitney JT9D o PW4000. Può ospitare 220 passeggeri in due classi o 240 in una, e ha un'autonomia di 9 540 km (5 140 nmi). Ha due uscite di sicurezza sopra ogni ala.
Nell'aprile 1983, l'aeromobile è entrato in servizio con Swissair competendo con il Boeing 767-200, introdotto sei mesi prima. La sua portata più lunga e le certificazioni ETOPS gli hanno permesso di operare voli transatlantici. Nel giugno 1998 è stato consegnato l'ultimo esemplare, il 255°, per favorire l'entrata in servizio del più grande Airbus A330-200. Ha anche versioni cargo ed è stata sviluppata una versione militare cisterna, l'Airbus A310 MRTT.

### A300-600ST

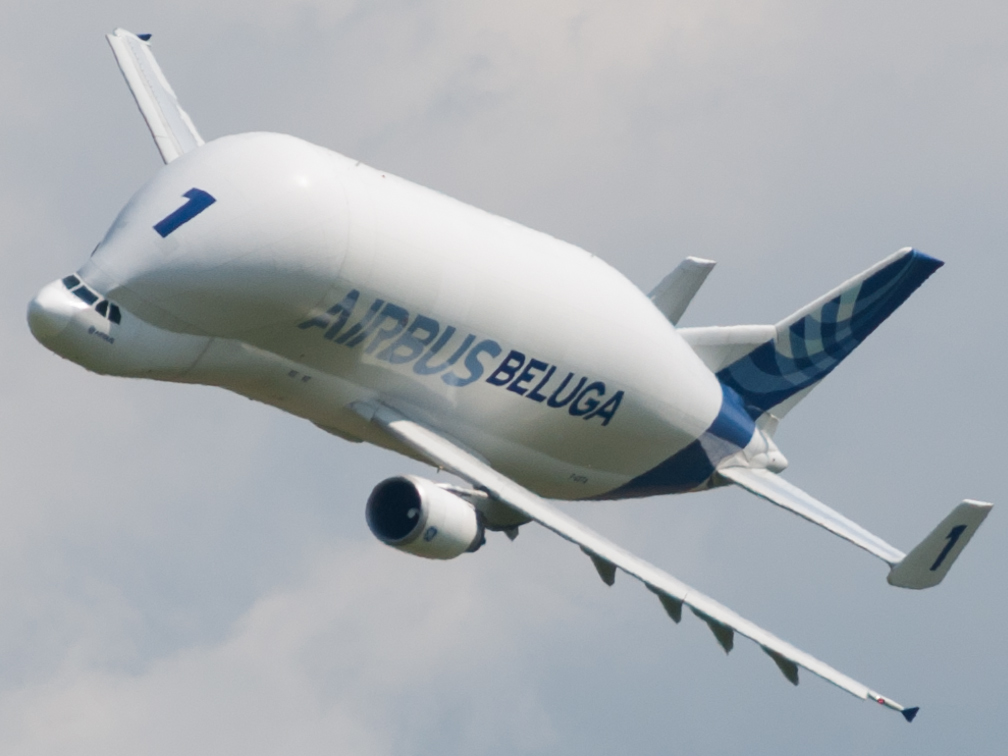
Un Airbus A300-600ST

Comunemente denominato Airbus Beluga o "Airbus Super Transporter", questi cinque velivoli vengono utilizzati da Airbus per trasportare parti tra le diverse strutture produttive dell'azienda, consentendo così la distribuzione del carico di lavoro. Hanno sostituito quattro Aero Spacelines Super Guppy.

## Dati tecnici
| Dati                                    | A300B2                         | A300B4                         | A300-600                         | A300-600F                        |
| --------------------------------------- | ------------------------------ | ------------------------------ | -------------------------------- | -------------------------------- |
| Codice ICAO                             | A30B                           | A30B                           | A306                             | A30F                             |
| Codice IATA                             | AB4                            | AB4                            | AB6                              | ABF                              |
| Equipaggio in cabina di pilotaggio      | 2 piloti e 1 ingegnere di volo | 2 piloti e 1 ingegnere di volo | 2 piloti                         | 2 piloti                         |
| Capacità massima passeggeri             | 345                            | 345                            | 361                              | Cargo                            |
| Lunghezza totale                        | 53,61 m                        | 53,61 m                        | 53,85 m                          | 54,08 m                          |
| Diametro cabina                         | 5,29 m                         | 5,29 m                         | 5,29 m                           | 5,29 m                           |
| Diametro fusoliera                      | 5,64 m                         | 5,64 m                         | 5,64 m                           | 5,64 m                           |
| Larghezza piano orizzontale             | 16,94 m                        | 16,94 m                        | 16,26 m                          | 16,26 m                          |
| Apertura alare                          | 44,83 m                        | 44,83 m                        | 44,84 m                          | 44,84 m                          |
| Superficie alare                        | 260,0 m²                       | 260,0 m²                       | 260,0 m²                         | 260,0 m²                         |
| Freccia alare                           | 28°                            | 28°                            | 28°                              | 28°                              |
| Altezza fusoliera                       | 7,71 m                         | 7,71 m                         | 7,63 m                           | 7,63 m                           |
| Altezza totale                          | 16,70 m                        | 16,72 m                        | 16,66 m                          | 16,66 m                          |
| Passo                                   | 18,60 m                        | 18,60 m                        | 18,60 m                          | 18,60 m                          |
| Peso operativo a vuoto (OEW)            | 85 910 kg                      | 88 505 kg                      | 87 500 kg                        | 81 707 kg                        |
| Peso massimo senza carburante (MZFW)    | 116 500 kg                     | 120 500 kg                     | 130 000 kg                       | 130 000 kg                       |
| Peso massimo durante il rullaggio (MTW) | 137 900 kg                     | 142 900 kg                     | 165 900 kg                       | 171 400 kg                       |
| Peso massimo al decollo (MTOW)          | 137 000 kg                     | 142 000 kg                     | 165 000 kg                       | 170 500 kg                       |
| Peso massimo all'atterraggio (MLW)      | 127 500 kg                     | 130 000 kg                     | 138 000 kg                       | 140 000 kg                       |
| Carico utile massimo                    | 37 980 kg                      | 45 000 kg                      | 41 500 kg                        | 54 600 kg                        |
| Capacità cargo                          | 144,0 m³                       | 144,0 m³                       | 158,5 m³                         | 540,0 m³                         |
| Capacità massima carburante             | 44 000 L                       | 44 000 L                       | 68 160 L                         | 68 160 L                         |
| Velocità di crociera                    | 0,78 Mach (963,14 km/h)        | 0,78 Mach (963,14 km/h)        | 0,78 Mach (963,14 km/h)          | 0,78 Mach (963,14 km/h)          |
| Velocità massima                        | 0,82 Mach (1 012,54 km/h)      | 0,82 Mach (1 012,54 km/h)      | 0,82 Mach (1 012,54 km/h)        | 0,82 Mach (1 012,54 km/h)        |
| Autonomia                               | 3 400 nmi 6 300 km             | 3 600 nmi 6 670 km             | 4 050 nmi 7 500 km               | 4 050 nmi 7 500 km               |
| Quota di tangenza                       | 40 000 ft (12 200 m)           | 40 000 ft (12 200 m)           | 41 100 ft (12 530 m)             | 41 100 ft (12 530 m)             |
| Motori (x2)                             | GE CF6-50 PW JT9D-59A          | GE CF6-50 PW JT9D-59A          | GE CF6-80C2 PW JT9D-7R4H1 PW4158 | GE CF6-80C2 PW JT9D-7R4H1 PW4158 |
| Spinta (x2)                             | 206-231 kN 199-230 kN          | 206-231 kN 199-230 kN          | 238-267 kN 223-250 kN 221-258 kN | 238-267 kN 223-250 kN 221-258 kN |

| Modello     | Anno | Motori                      |
| ----------- | ---- | --------------------------- |
| A300B2-1A   | 1974 | General Electric CF6-50A    |
| A300B2-1C   | 1975 | General Electric CF6-50C    |
| A300B2K-3C  | 1976 | General Electric CF6-50CR   |
| A300B4-2C   | 1976 | General Electric CF6-50C    |
| A300B4-103  | 1979 | General Electric CF6-50C2   |
| A300B4-120  | 1979 | Pratt & Whitney JT9D-59A    |
| A300B2-203  | 1980 | General Electric CF6-50C2   |
| A300B4-203  | 1981 | General Electric CF6-50C2   |
| A300B4-220  | 1981 | Pratt & Whitney JT9D-59A    |
| A300B4-601  | 1988 | General Electric CF6-80C2A1 |
| A300B4-603  | 1988 | General Electric CF6-80C2A3 |
| A300B4-620  | 1983 | Pratt & Whitney JT9D-7R4H1  |
| A300B4-622  | 2003 | Pratt & Whitney PW4158      |
| A300B4-605R | 1988 | General Electric CF6-80C2A5 |
| A300B4-622R | 1991 | Pratt & Whitney PW4158      |
| A300F4-605R | 1994 | General Electric CF6-80C2A5 |
| A300F4-622R | 2000 | Pratt & Whitney PW4158      |
| A300C4-605R | 2002 | General Electric CF6-80C2A5 |

## Utilizzatori
Al febbraio 2024, dei 561 esemplari prodotti, 185 sono operativi. L'Airbus A300 non è più in produzione, tutti i velivoli ordinati sono stati consegnati.
Gli utilizzatori sono:
- FedEx Express (64 esemplari)
- UPS Airlines (52 esemplari)
- European Air Transport Leipzig (24 esemplari)
- Air Hong Kong (7 esemplari)
- Iran Air (5 esemplari)
- Mahan Air (5 esemplari)
- ASL Airlines Ireland (4 esemplari)
- Iran Airtour (4 esemplari)
- AeroUnion (3 esemplari)
- MNG Airlines (3 esemplari)
- Moalem Aviation (3 esemplari)
- AeroStan (2 esemplare)
- Qeshm Air (2 esemplari)
- Solinair (2 esemplari)
- Easy Charter (1 esemplare)
- KAP.kg (1 esemplare)
- Meraj Airlines (1 esemplare)
- San Marino Executive Aviation (1 esemplare)
- SkyJet (1 esemplare)

## Galleria d'immagini

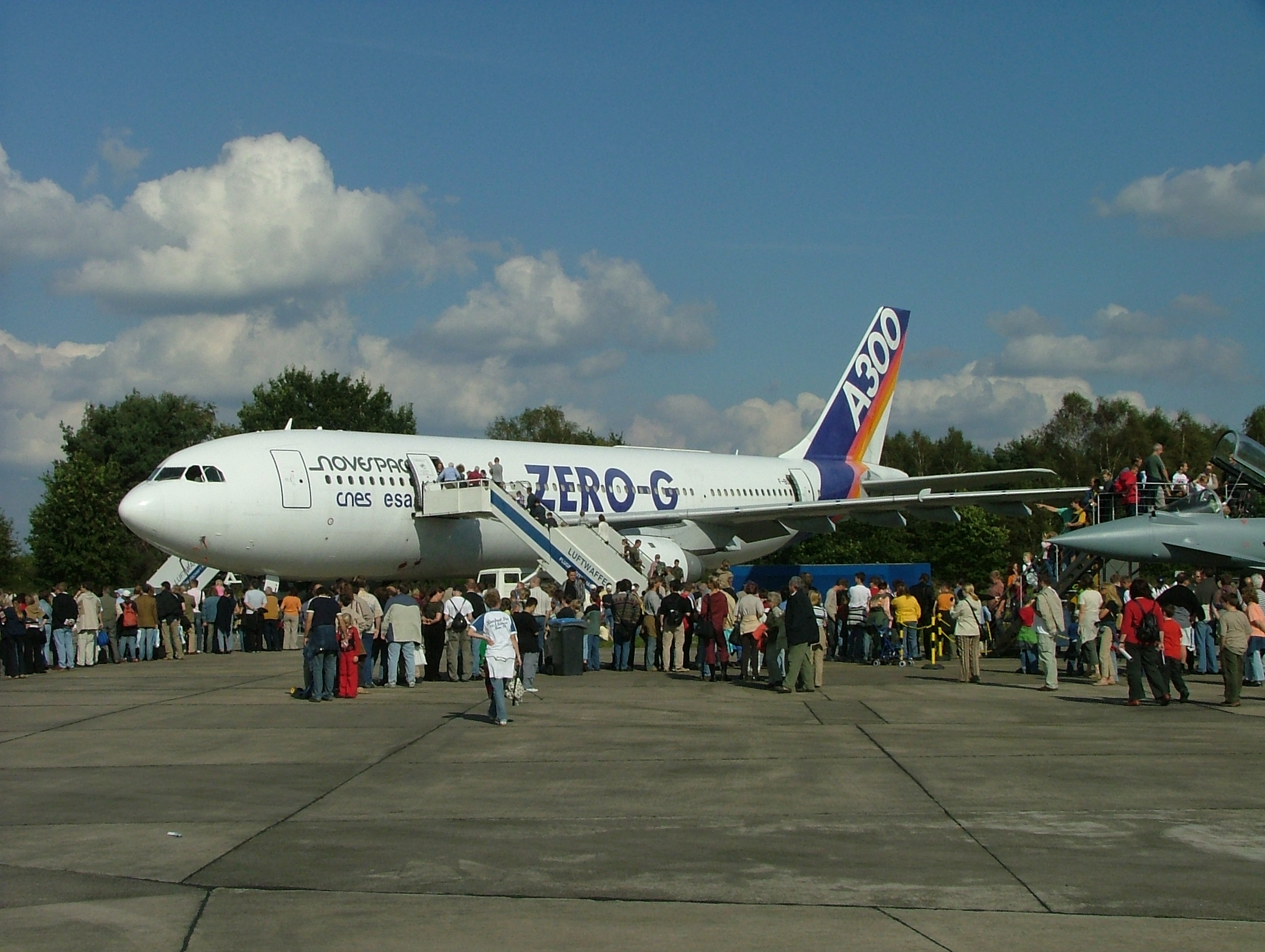
Un Airbus A300B2-100 di ESA/Novespace.
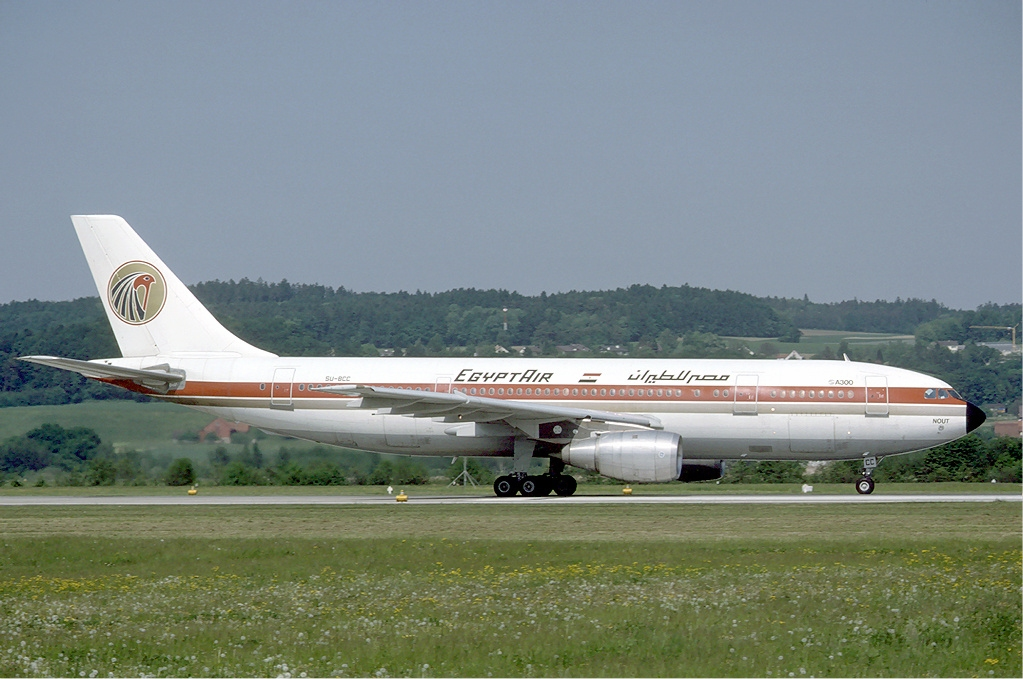
Un Airbus A300B4-200 di Egypt Air.
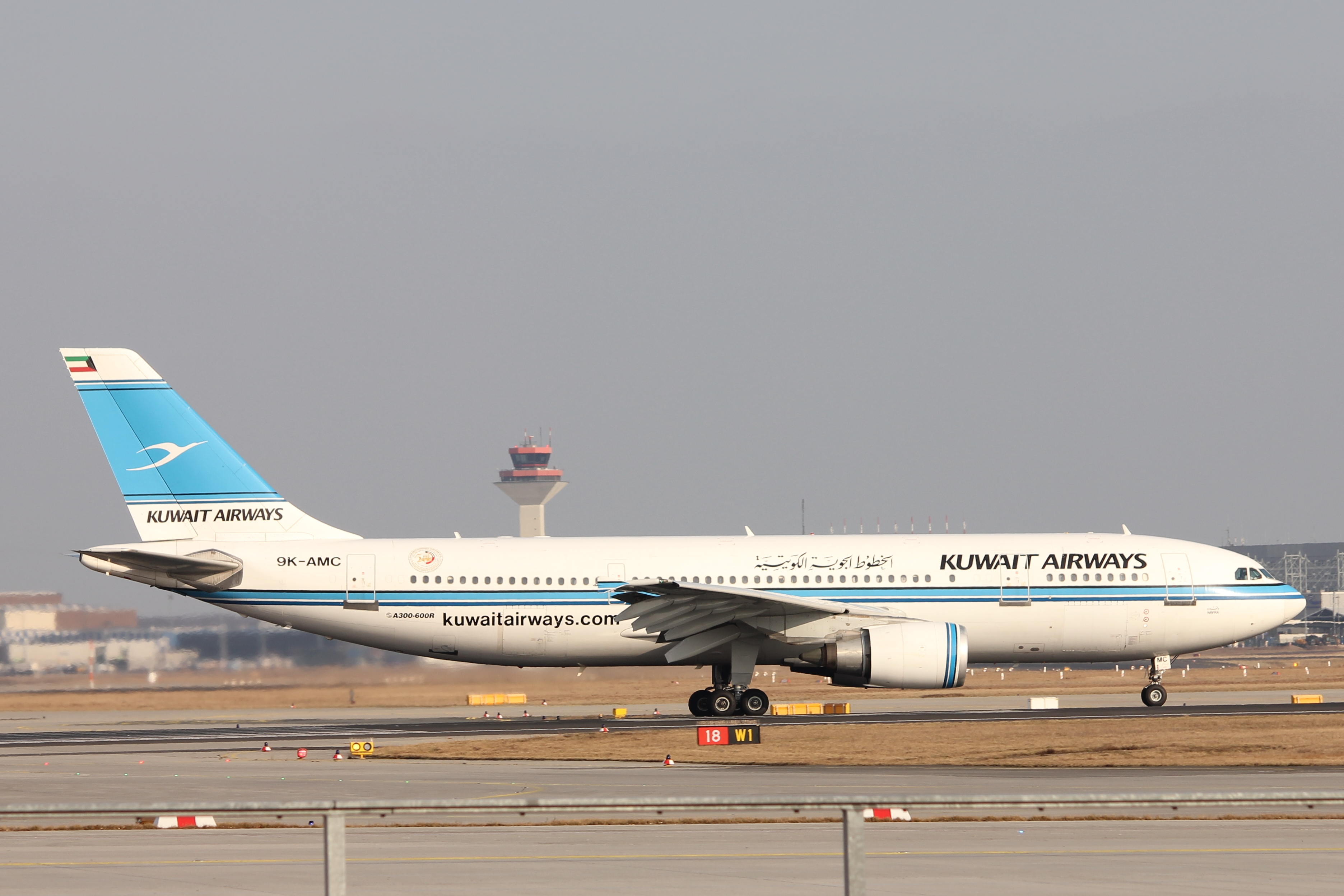
Un Airbus A300B4-600R di Kuwait Airways.
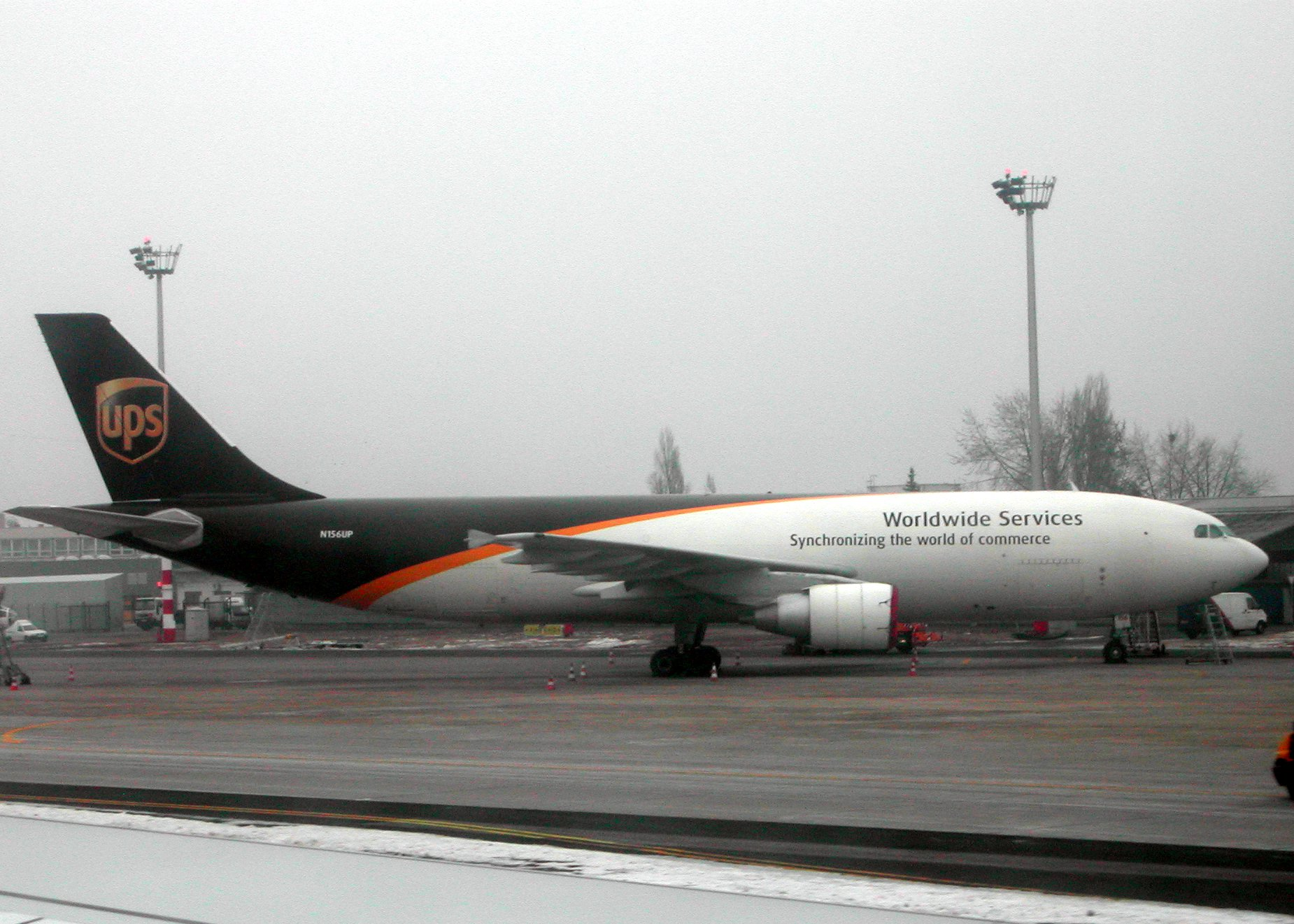
Un Airbus A300F4-600R di UPS Airlines.
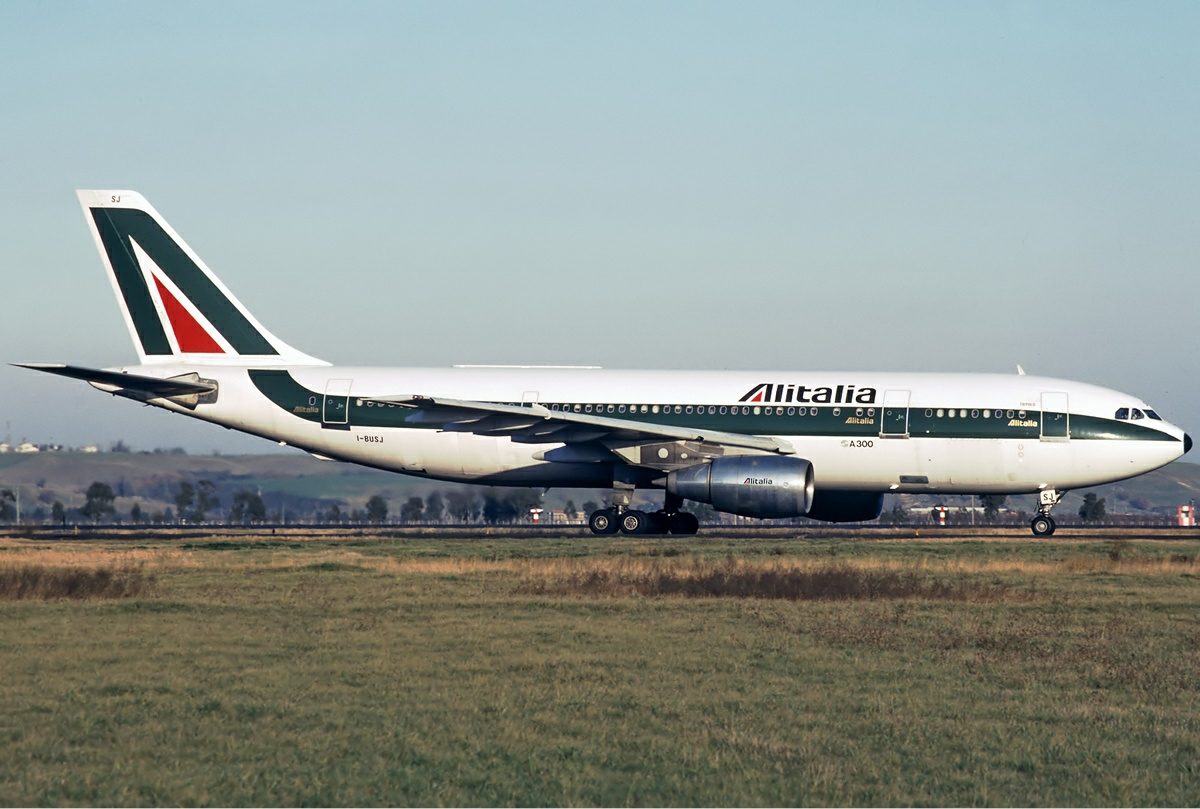
Un Airbus A300B4-203 di Alitalia nel 1987.
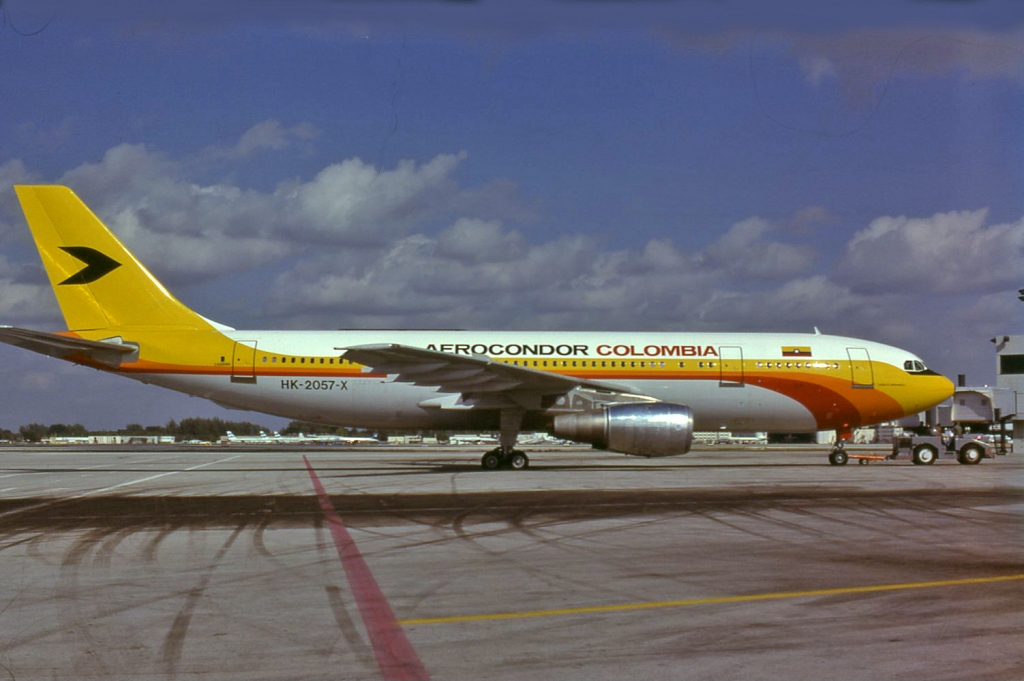
Un A300B4-2C di Aerocondor Colombia, primo operatore di Airbus in America Latina, 1977.